# Tomopeas ravus
Tomopeas ravus is een bulvleermuis die voorkomt in de droge kustgebieden van Peru. Deze soort, de enige van het geslacht Tomopeas en de onderfamilie Tomopeatinae, is lange tijd een bron van onzekerheid onder zoölogen geweest: sommigen plaatsten het dier bij de gladneuzen, anderen bij de bulvleermuizen. Tegenwoordig wordt T. ravus echter vrij algemeen tot de bulvleermuizen gerekend, als de enige soort die niet tot de onderfamilie Molossinae behoort. De bron voor de verwarring is het feit dat T. ravus net als de gladneuzen een staart heeft die niet uit het staartmembraan (uropatagium) steekt, maar net als de bulvleermuizen twee samengegroeide wervels en een bijzondere structuur van het oor heeft.
T. ravus is een zeer kleine vleermuis. De bovenkant van het lichaam is lichtbruin, de onderkant wit tot geelbruin. Het gezicht, de oren en de vleugels zijn zwart. De tragus is kort en stomp. De kop-romplengte bedraagt 73 tot 85 mm, de staartlengte 34 tot 45 mm, de voorarmlengte 31,2 tot 34,5 mm en het gewicht 2 tot 3,5 g.
In Peru komt T. ravus tot op 1000 m hoogte voor. De soort is gevangen tussen bomen en er zijn slapende dieren gevonden tussen rotsen. Waarschijnlijk worden er in de droge tijd, van mei tot september, jongen geboren.